# Xã Sims, Quận Grant, Indiana
Xã Sims (tiếng Anh: Sims Township) là một xã thuộc quận Grant, tiểu bang Indiana, Hoa Kỳ. Năm 2010, dân số của xã này là 1.779 người.